# Ів'євський район
І́в'євський райо́н (біл. Іўеўскі раён) — адміністративна одиниця Білорусі, Гродненська область.

## Географія
Річки: Чапунька, Жижма. 
| Білорусь | Це незавершена стаття з географії Білорусі. Ви можете допомогти проєкту, виправивши або дописавши її. |